# Echter Lacksenf
Der Echte Lacksenf (Coincya monensis) ist eine Pflanzenart aus der Gattung der Lacksenf (Coincya) innerhalb der Familie der Kreuzblütengewächse (Brassicaceae). Die Unterarten sind in Europa verbreitet.

## Beschreibung vonCoincya monensissubsp.cheiranthos

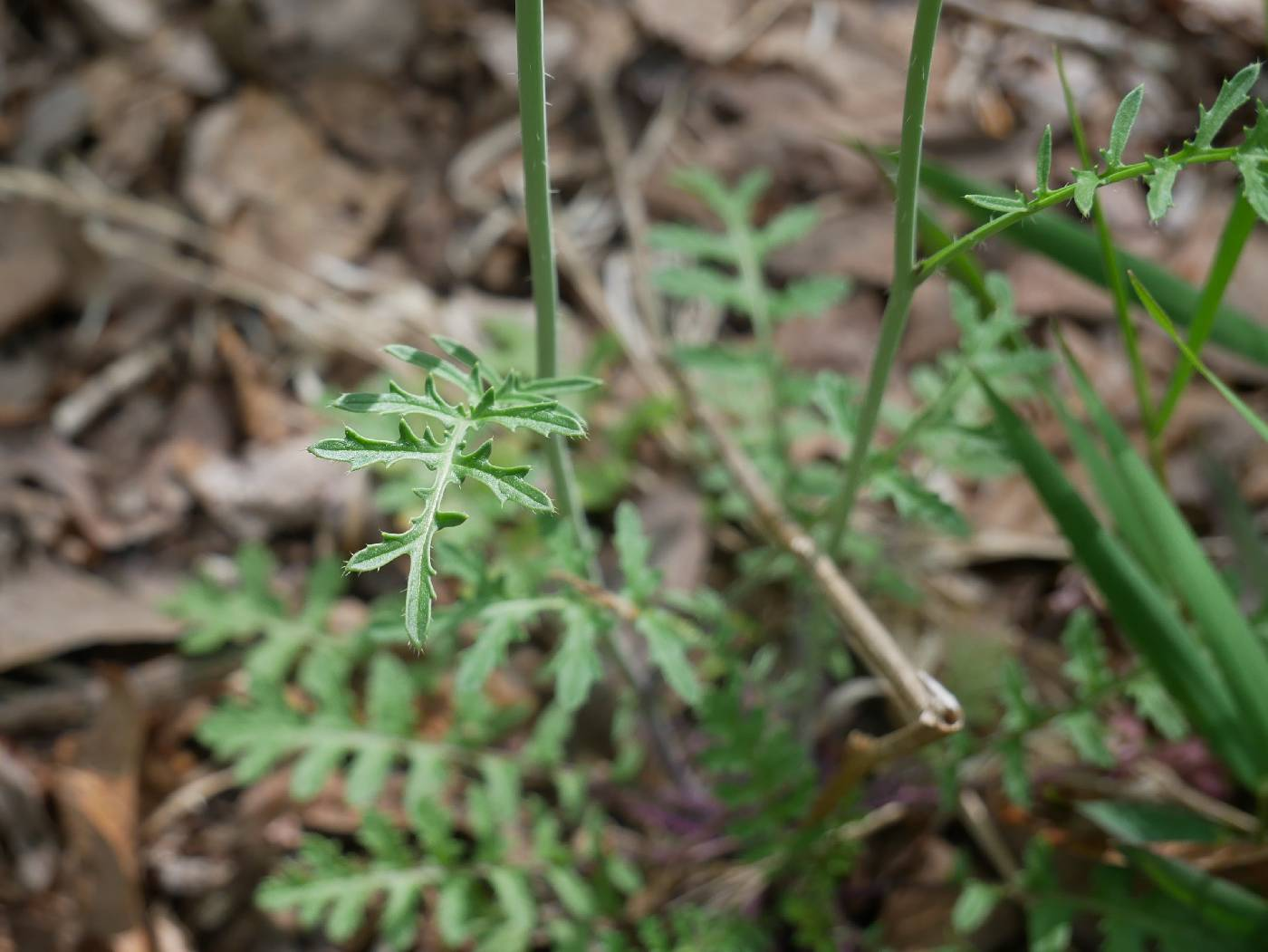
Stängel und Laubblätter

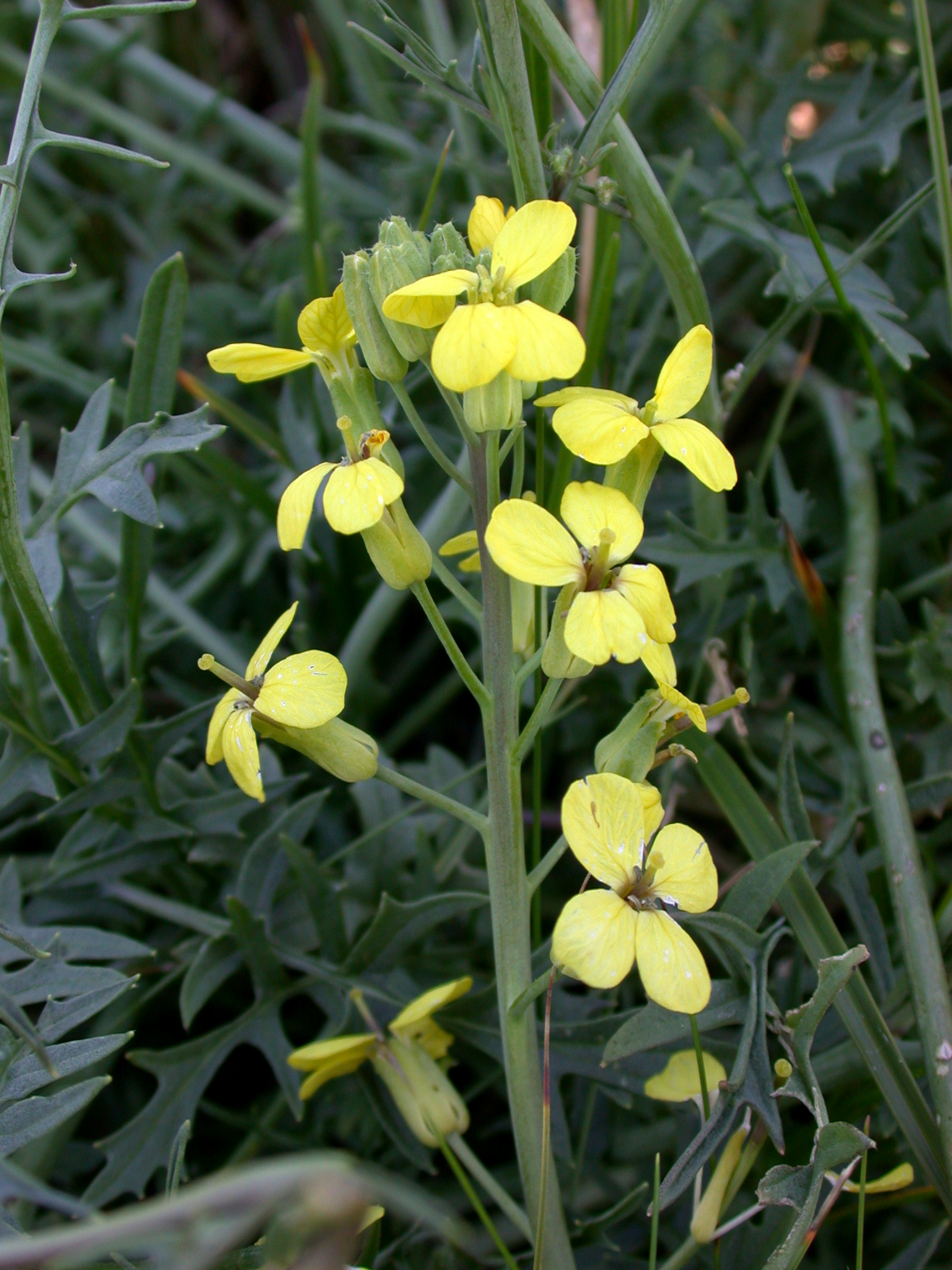
Blütenstand von Coincya monensis subsp. monensis

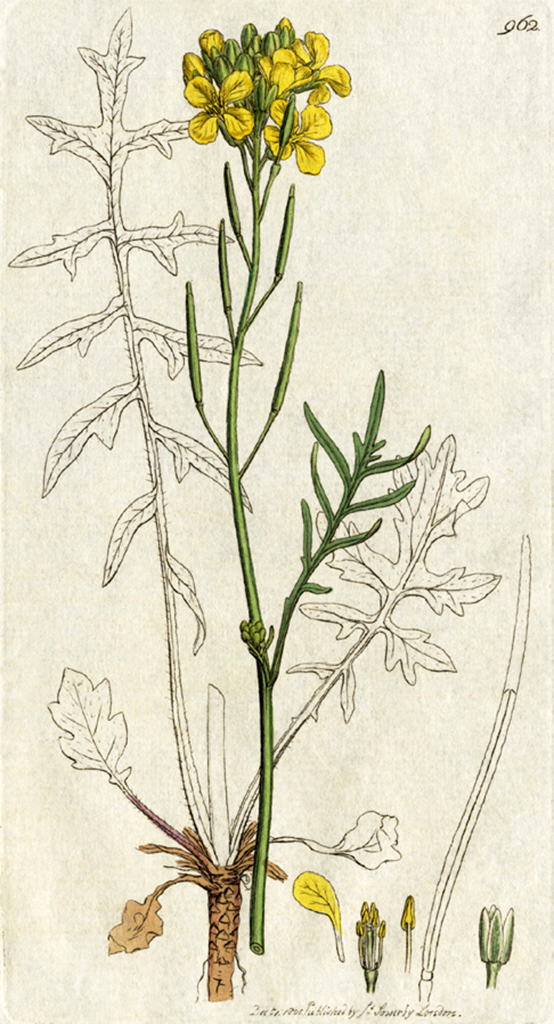
Illustration

### Vegetative Merkmale
Der Echte Lacksenf ist eine ausdauernde krautige Pflanze, die Wuchshöhen von 30 bis 60 Zentimetern erreicht. Die aufrechten Stängel sind stielrund und im unteren Teil von steifen abstehenden Trichomen dicht borstig-zottig.
Die grundständig und wechselständig am Stängel angeordneten Laubblätter sind in Blattstiel und -spreite gegliedert. Die Blattspreite ist grasgrün bis schwach bläulich bereift. Die Grundblätter und die unteren Stängelblätter sind bei einer Länge von meist etwa 10 Zentimetern sowie einer Breite von 2 bis 3 Zentimetern leierförmig fiederspaltig mit auf jeder Seite der Mittelrippe drei bis fünf länglich eiförmige bis lanzettliche grob gezähnte bis fast fiederspaltige Blattabschnitte. Die Zähne der Blattabschnitte enden in einem stumpfen Knorpelspitzchen. Der Endabschnitt ist meist deutlich größer, er ist verkehrt-eiförmig und unterseits auf den Nerven borstig behaart. Die mittleren Stängelblätter sind kleiner und schwächer behaart bis kahl; sie sind meist fiederteilig mit schmal lanzettlichen bis linealischen und meist ganzrandigen Abschnitten. Die oberen Stängelblätter sind klein, lanzettlich bis linealisch, ungeteilt und ganzrandig.

### Generative Merkmale
Die Blütezeit reicht von Juni bis Oktober. In einem anfangs schirmtraubigen, später durch deutliche Streckung der Blütenstandsachse bis zur Fruchtreife traubigen Blütenstand stehen viele Blüten zusammen. Die Blütenstiele sind kurz und kahl.
Die zwittrige Blüte ist vierzählig mit doppelter Blütenhülle. Die vier aufrechten Kelchblätter sind 7 bis 9 Millimeter lang und 2 Millimeter breit und schließen sich zu einer Röhre zusammen. Die seitlichen Kelchblätter sind am Grund deutlich sackförmig vorgezogen. Die Kronblätter sind fast doppelt so lang wie der Kelch. Die vier schwefelgelben Kronblätter sind in Nagel und Platte gegliedert. Der sehr schlanke Nagel überragt etwas den Kelch. Die Platte ist 7 bis 8 Millimeter lang sowie 5 bis 6 Millimeter breit und am oberen Ende gerundet.
Die aufrechten bis waagrecht abstehenden Fruchtstiele sind 5 bis 13 Millimeter lang. Die Schoten sind 2,5 bis 8 Zentimeter lang und 2 Millimeter breit. Die Narbe ist in jungem Zustand fast halbkugelig kopfig, später mehr scheibenförmig und schwach zweilappig ausgerandet. Die Samen sind bei einem Durchmesser von 1,3 bis 2 Millimetern kugelig.
Die Chromosomenzahl beträgt bei Coincya monensis subsp. cheiranthos 2n = 48.

## Chromosomensätze
Die Chromosomengrundzahl bei der Art Coincya monensis beträgt x = 12. Je nach Unterart liegt Diploidie oder Tetraploidie vor, also Chromosomenzahlen von 2n = 24 oder 48.

## Standortbedingungen
Der Echte Lacksenf gedeiht in lückigen Unkrautfluren, auf Kiesplätzen, auf Bahngelände auf sommertrockenen, kalkarmen, humusarmen Stein-, Kies- oder Sandböden vor. Er kommt vor allem im Echio-Melilotetum aus dem Verband Dauco-Melilotion, aber auch im Setario-Galinsogetum aus dem Verband Digitario-Setarienion oder in Pflanzengesellschaften der Ordnung Corynephoretalia vor. Er steigt im Schwarzwald am Ruhestein bis zu einer Höhenlage von 920 Metern auf.
Die ökologischen Zeigerwerte nach Landolt et al. 2010 sind in der Schweiz für Coincya monensis subsp. cheiranthos: Feuchtezahl F = 2+w (frisch aber mäßig wechselnd), Lichtzahl L = 4 (hell), Reaktionszahl R = 2 (sauer), Temperaturzahl T = 4+ (warm-kollin), Nährstoffzahl N = 3 (mäßig nährstoffarm bis mäßig nährstoffreich), Kontinentalitätszahl K = 2 (subozeanisch).

## Ökologie vonCoincya monensissubsp.cheiranthos
Die Nägel der Kronblätter werden durch die dicht zusammenschließenden Kelchblätter so zusammengehalten, dass eine Röhre von 9 bis 11 Millimeter Länge entsteht. Der Nektar, der nur von den seitlichen Nektardrüsen ausgeschieden wird, kann nur durch zwei enge Zugänge an beiden Seiten der Narbe erreicht werden. Der Nektar ist damit nur für den dünnen Rüssel der Tagfalter zugänglich.

## Systematik und Verbreitung
Die Erstveröffentlichung erfolgte 1753 unter dem Namen (Basionym) Sisymbrium monense durch Carl von Linné in Species Plantarum, Tomus II, S.  658. Die Neukombination zu Coincya monensis (L.) Greut. & Burdet wurde 1983 durch Werner Greuter und Hervé Maurice Burdet in Werner Greuter und Thomas Raus (Hrsg.): Med-Checklist Notulae, 7. in Willdenowia, Volume 13, Issue 1, S. 87 veröffentlicht. Weitere Synonyme für Coincya monensis (L.) Greut. & Burdet sind: Brassica monensis (L.) Huds., Brassicella monensis (L.) O.E.Schulz, Brassica pseuderucastrum Brot., Rhynchosinapis pseuderucastrum (Brot.) Franco.
Es gibt Fundortangaben für Deutschland, die Schweiz, Italien, Sardinien, Korsika, Frankreich, die Balearen, Spanien, Portugal, Marokko, Großbritannien und Belgien. In den Niederlanden, in Norwegen und in Albanien ist der Echte Lacksenf ein Neophyt.
Je nach Autor gibt mehrere Unterarten:
- Coincya monensis  (L.) Greuter & Burdet subsp. monensis: Sie kommt im westlichen Großbritannien und auf der Isle of Man vor. Bei dieser Unterart sind die Stängel niederliegend bis aufsteigend und die Kronblätter nur 10 bis 15, selten bis zu 20 Millimeter lang.[8]
- Coincya monensis subsp. cheiranthos (Vill.) Aedo, Leadley & Muñoz Garm. (Syn.: Brassica cheiranthos Vill., Brassicella cheiranthos (Vill.) Fourr., Rhynchosinapis cheiranthos (Vill.) Dandy, Rhynchosinapis erucastrum (L.) A.R. Clapham, Brassica monensis subsp. cheiranthos (Vill.) P. Fourn., Coincya monensis subsp. recurvata (All.) Leadlay, Sinapis cheiranthos (Vill.) W.D.J.Koch): Diese Unterart wächst aufrecht und die Kronblätter sind selten 12 bis, meist 15 bis 22 Millimeter lang.[8]
- Coincya monensis subsp. nevadensis (Willk.) Leadlay: Sie gedeiht in Höhenlagen von 2300 bis 3200 Metern nur im südlichen Spanien.  Die Samen dieser Unterart sind nur 0,8 bis 1,2 Millimeter lang.[8]
- Coincya monensis subsp. orophila (Franco) Aedo, Leadlay & Muñoz Garm.: Sie kommt in Portugal und Spanien vor.
- Coincya monensis subsp. puberula (Pau) Leadlay: Sie kommt in Portugal und Spanien vor. Bei dieser Unterart sind die grundständigen Blätter zur Blütezeit schon verwelkt.[8]